# سیافید

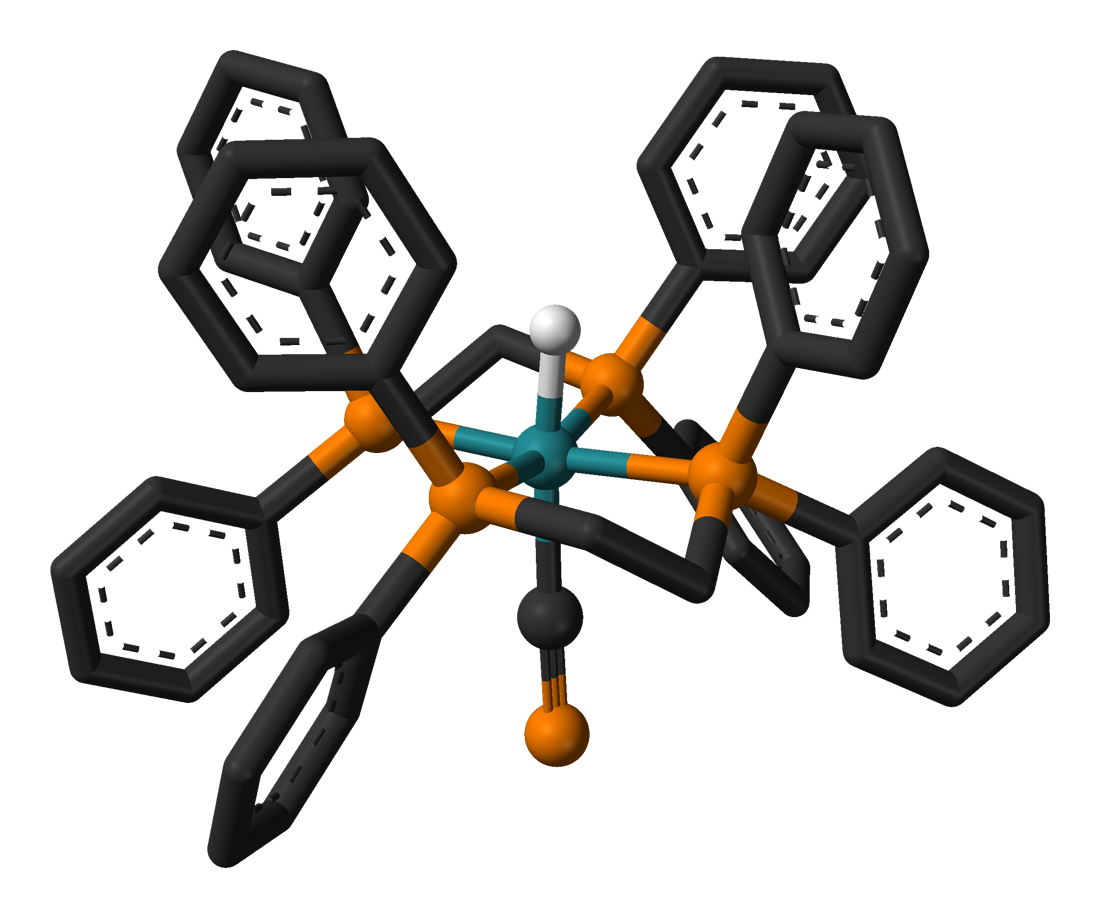
ساختار اولین کمپلکس سیافید فلزی واسطه

سیافید (به انگلیسی: Cyaphide) با فرمول مولکولی −P≡C، یک آنالوگ فسفر برای سیانید است به این معنی‌که به‌جای اتم نیتروژن در ترکیب سیانید، اتم فسفر جایگزین شده‌است. 

## آماده سازی
کمپلکس‌های آلی-فلزی سیافید برای اولین بار در سال ۱۹۹۲ گزارش شد. امروزه روش‌های دیگری برای تهیه سیافید استفاده می‌شود که شامل یکی از دو روش زیر هستند: 
- استفاده از فسفاآلکین‌های استخلاف شده با تری‌آلکیل سیلیل
- با استفاده از آنیون ۲-فسفااتینولات (OC≡P-)